# Zonal i meridional

Regió zonal del globus terraqüi

Els termes zonal i meridional s'utilitzen per descriure direccions en un globus. Zonal significa "al llarg d'un paral·lel" o "en la direcció est-oest"; mentre que meridional significa "al llarg d'un meridià" o "en la direcció nord-sud". Aquests termes es fan servir sovint en ciències atmosfèriques i ciències de la Terra per descriure fenòmens globals, com "flux de vent meridional", o "temperatura zonal". (Parlant estrictament, zonal significa més que una direcció perquè també implica un grau de localització en la direcció meridional, de manera que el fenomen en qüestió queda localitzat en una zona del planeta.) Per camps vectorials (com la velocitat del vent), el component zonal (o la coordenada x) es denota com a u, mentre que el component meridional (o coordenada y) es denota com a v. El terme, de vegades abreujat com a "Mer.", s'utilitzava antigament en astronomia per indicar la direcció sud al globus celestial, juntament amb septentrional ("Sep.") pel nord, Oriental ("Ori.") per l'est i Occidental ("Occ.") per l'oest.